# Calea ferată Cărpiniș–Ionel
Calea ferată Cărpiniș-Ionel este o magistrală secundară de cale ferată (magistrala CFR 927) care leagă localitatea Cărpiniș (județul Timiș) de localitatea Iohanisfeld (stație CF cu numele „Ionel”).

## Istorie
A fost dată în folosință la data de 5 decembrie 1895, însă pe un traseu puțin diferit, și anume Jimbolia - Checea - Iohanisfeld. După Primul Război Mondial și împărțirea Banatului istoric între România și Serbia, granița dintre cel două state a căzut pe porțiunea de cale ferată dintre Jimbolia și Checea. Pe această porțiune, granița sârbească intră mai adânc în teritoriul României, pentru a încorpora satul sârbesc Radojevo. Astfel, segmentul de cale ferată dintre Jimbolia și Checea a devenit neoperabil și a trebuit desființat. În schimb s-a construit între 1939 - 1945 segmentul dintre Cărpiniș și Checea, care se desprinde din calea ferată Timișoara - Jimbolia și se unește cu vechea linie la Checea. 

## Operare
Conform ediției 2007/2008 a Mersului Trenurilor de Călători, distanța de 31 de km este parcursă în 1 oră și 26 minute, adică o medie de viteză de 22 km/h, una dintre cele mai joase de pe întreaga rețea CFR. Pe această rută în prezent nu mai circulă nici o garnitură, linia fiind desființată.